# Pedro Pico y Pico Vena
Pedro Pico y Pico Vena es una serie de historietas de una página creada por Carlos Azagra para la revista semanal "El Jueves" en 1984. Está protagonizada por un skinhead y un punk.

## Trayectoria editorial
Su editorial la ha ido recopilando en forma de álbumes monográficos:
- 1986 Pedro Pico y Pico Vena (Col. Pendones del Humor, núm. 14)
- 1987 Pedro Pico y Pico Vena, II (Col. Pendones del Humor, núm. 20)
- 1988 Pedro Pico y Pico Vena, III (Col. Pendones del Humor, núm. 32)
- 1989 Pedro Pico y Pico Vena, IV (Col. Pendones del Humor, núm. 44)
- 1990 Pedro Pico y Pico Vena, V (Col. Pendones del Humor, núm. 56)
- 1991 Pedro Pico y Pico Vena, VI (Col. Pendones del Humor, núm. 67)
- 1992 Pedro Pico y Pico Vena, VII: Noventa contra dos (Col. Pendones del Humor, núm. 81)
- 1994 Pedro Pico y Pico Vena, VIII (Col. Pendones del Humor, núm. 94)
- 1994 Pedro Pico y Pico Vena, IX: ¡A por todas! (Col. Pendones del Humor, núm. 106)
- 1996 Pedro Pico y Pico Vena, IX: Que amanece por nada (Col. Pendones del Humor, núm. 127)[1]

Editorial Cornoque ha publicado un lujoso álbum recopilatorio con múltiples contenidos extra.
- 2012 Pedro Pico y Pico Vena: Los Jueves al sol. Guion y dibujos Carlos Azagra. Color de Encarna Revuelta.
- 2024 Pedro Pico y Pico Vena: Historias del Punk. Carlos Azagra & Encarna Revuelta.